# زمین‌لرزه ۲۰۰۹ کاستاریکا
زمین‌لرزه کاستاریکا  در تاریخ ۸ ژانویه ۲۰۰۹ میلادی، برابر با ‎۱۹ دی ۱۳۸۷، ساعت ۱۹:۲۱:۳۵٫۶ به زمان یوتی‌سی در کاستاریکا رخ داد.ژرفای این زلزله ۱۴٫۰ کیلومتر بود. بزرگی آن ۶٫۲ در مقیاس Mw بدست آمده‌است.
شمار کشتگان نزدیک به ۳۴ نفر گزارش شده‌است.
پروژهٔ جهانی تنسور گشتاور مرکزوار پارامتر زمان مرکزوار زمین‌لرزه را با اختلاف ۵٫۵ ثانیه نسبت به زمان رخداد اشاره شده در بالا و مختصات مرکزوار را در ۱۰°۱۴′شمالی ۸۴°۰۷′غربی / ۱۰٫۲۳°شمالی ۸۴٫۱۱°غربی محاسبه کرد و همچنین، ژرفا در ۱۲٫۰ کیلومتر ثابت شده‌است. در این محاسبات زاویه‌های (راستا، شیب، ریک) گسل سازندهٔ زمین‌لرزه و صفحه عمود بر آن برابر با (°۱۲۸، °۷۹، °-۱۷۴) یا (° ۳۶، °۸۴، ° -۱۱) حاصل شده‌است.